# Impatiens taishunensis
Impatiens taishunensis là một loài thực vật có hoa trong họ Bóng nước. Loài này được Y.L. Chen & Y.L. Xu mô tả khoa học đầu tiên năm 1993.